# Hyalinobatrachium talamancae
Hyalinobatrachium talamancae és una espècie de granota que viu a Costa Rica.